# Miloš Štejfa (1898)

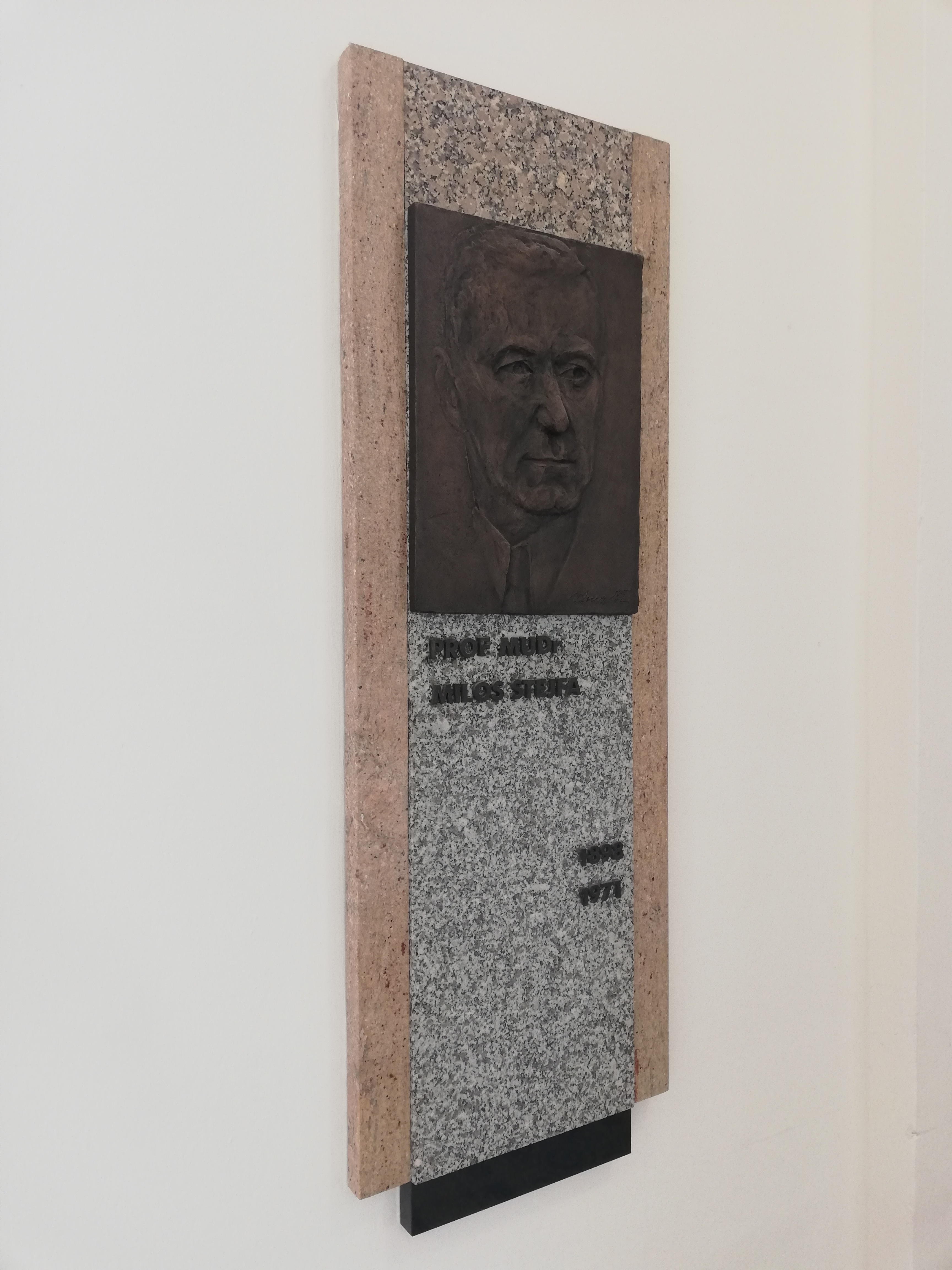
Brno, nemocnice U svaté Anny - pamětní deska, Miloše Štejfy

Miloš Štejfa, křtěný Miloš Jiří (17. května 1898, Puklice – 8. června 1971, Brno) byl český lékař působící v oboru interní medicíny a kardiologie.

## Život
Miloš Štejfa se narodil v Puklicích v rodině učitele Antonína Štejfy a jeho ženy Kateřiny rodem Tomanové z Kněžic. V roce 1926 se oženil Zdenkou Pošvářovou. Roku 1945 se stal profesorem a později byl jmenován primářem Nemocnice Milosrdných bratří v Brně. Během 2. světové války měl otevřenou soukromou praxi. V letech 1946-1969 vedl I. interní kliniku Fakultní nemocnice u sv. Anny v Brně.
V letech 1955–1957 byl děkanem Lékařské fakulty Masarykovy univerzity.
Jeho synem byl kardiolog prof. MUDr. Miloš Štejfa DrSc. FESC.